# Johann Heinrich Acker
Johann Heinrich Acker (* 12. August 1647 in Naumburg (Saale); † 21. September 1719 in Gotha) war ein deutscher evangelischer Theologe und Schriftsteller.
Nach dem Schulbesuch in Naumburg und Schulpforta begann er 1669 ein Studium an der Jenaer Universität. Nachdem er sie mit dem Titel Magister und Adjunkt der philosophischen Fakultät verlassen hatte, wurde er 1673 Adjunkt und Pfarrer in Hausen bei Gotha. Mit der Stelle als Hofprediger und Superintendent zu Blankenhain, auf die er 1689 befördert wurde, erreichte seine Laufbahn ihren Höhepunkt. Im Jahre 1717 legte er aus gesundheitlichen Gründen sein Amt nieder und zog nach Gotha, wo er zwei Jahre darauf verstarb.
Acker verfasste zahlreiche philosophische, literarhistorische und kirchengeschichtliche Schriften. Sein bedeutendstes Werk ist die Historia reformationis ecclesiasticae tempore primitivae ecclesiae („Geschichte der kirchlichen Reformation zur Zeit der frühen Kirche“, Jena 1685 und 1715). Er schrieb häufig unter dem Pseudonym Melissander, nach dem Geburtsnamen seiner Mutter.
Sein Sohn war der spätere Philologe Johann Heinrich Acker.